# Alagna Valsesia
Alagna Valsesia es una localidad y comune italiana de la provincia de Vercelli, región de Piamonte, con 426 habitantes.

## Evolución demográfica
| Gráfica de evolución demográfica de Alagna Valsesia entre 1861 y 2001 |
|                                                                       |
| Fuente ISTAT - elaboración gráfica de Wikipedia                       |